# Groupe de NGC 2997
Le groupe de NGC 2997 comprend au moins 15 galaxies situées dans la constellation de la Machine pneumatique. La distance moyenne entre ce groupe et la Voie lactée est d'environ 13,4 Mpc (∼43,7 millions d'al). 

## Membres
Le tableau ci-dessous liste les 13 galaxies mentionnées selon l'ordre indiqué dans un article de Sengupta et Balasubramanyam paru en 2006 . Toutes ces galaxies brillent dans le domaine des rayons X. Le groupe de NGC 2997 est aussi mentionné dans un article d'A.M. Garcia paru en 1993. Les 10 galaxies de la liste de l'article de Garcia figures également dans l'article de Sengupta, mais quelquefois avec des désignations différentes. Enfin, Richard Powell sur le site « Un Atlas de l'Univers » ajoute deux autres galaxies à cette liste, soit NGC 3056 et ESO 435-G016. Ces deux galaxies ne brillent pas dans le domaine des rayons X.   
| Nom          | Désignation PGC | Classification | Type                        | α (J2000.0)   | δ (J2000.0)  | Vitesse radiale (km/s) | Magnitude apparente | Distance (Mpc) |
| ------------ | --------------- | -------------- | --------------------------- | ------------- | ------------ | ---------------------- | ------------------- | -------------- |
| ESO 434-G030 | 27897           | S(r)?c         | Spirale                     | 09h 44m 31.8s | -31° 33′ 20″ | 1253 ± 5               | 16,52               | 17,5 ± 1,3     |
| IC 2507      | 27903           | IB(s)m pec?    | Irrégulière magellanique    | 09h 44m 33.9s | -31° 47′ 24″ | 1248 ± 7               | 12,7                | 17,4 ± 1,3     |
| UGCA 180     | 27918           | SB(s)m pec?    | Spirale barrée magellanique | 09h 44m 47.6s | -31° 49′ 32″ | 1256 ± 8               | 13,18               | 17,5 ± 1,3     |
| NGC 2997     | 27978           | SAB(rs)c       | Spirale intermédiaire       | 09h 45m 38.8s | -31° 11′ 28″ | 1089 ± 1               | 9,4                 | 15,2 ± 1,1     |
| UGCA 177     | 27869           | IAB(s)m?       | Irrégulière magellanique    | 09h 44m 05.2s | -32° 09′ 55″ | 1212 ± 2               | 15,17               | 16,9 ± 1,2     |
| ESO 434-G041 | 28149           | IB(s)m         | Irrégulière magellanique    | 09h 47m 45.3s | -31° 30′ 27″ | 988 ± 2                | 14,65               | 13,8 ± 1,0     |
| ESO 434-G019 | 27623           | IABm           | Irrégulière magellanique    | 09h 40m 43.6s | -32° 44′ 23″ | 1033 ± 10              | 15,13               | 14,4 ± 1,1     |
| ESO 373-G020 | 27836           | IAB(s)m? pec   | Irrégulière magellanique    | 09h 43m 37.6s | -32° 44′ 23″ | 911 ± 2                | ?                   | 12,7 ± 0,9     |
| UGCA 182     | 27966           | IBm?           | Irrégulière magellanique    | 09h 45m 30.0s | -30° 20′ 34″ | 998 ± 1                | 14,6                | 13,9 ± 1,0     |
| ESO 434-G039 | 28093           | Sab?           | Spirale                     | 09h 47m 04.2s | -30° 23′ 08″ | 1025 ± 14              | 15,55               | 14,3 ± 1,2     |
| ESO 373-G017 | 27438           | Dwarf          | Naine                       | 09h 37m 58.2s | -32° 16′ 57″ | 1132 ± 4               | 15,68               | 15,8 ± 1,1     |
| UGCA 168     | 27135           | Scd            | Spirale                     | 09h 32m 21.5s | -33° 02′ 01″ | 926 ± 2                | 12,8                | 12,9 ± 0,9     |
| ESO 373-G007 | 27104           | IB(s)m         | Irrégulière magellanique    | 09h 32m 45.4s | -33° 14′ 44″ | 929 ± 2                | 16,4                | 13,0 ± 0,9     |
| ESO 435-G016 | 28822           | I0? Pec        | Irrégulière                 | 09h 58m 46.2s | -28° 37′ 19″ | 980 ± 1                | 13,41?              | 13,7 ± 1,0     |
| NGC 3056     | 28576           | (R)SA0^-(s)?   | Lenticulaire                | 09h 54m 32.9s | -28° 17′ 53″ | 973 ± 3                | 11,7                | 13,6 ± 1,0     |

Le site DeepskyLog permet de trouver aisément les constellations des galaxies mentionnées dans ce tableau ou si elles ne s'y trouvent pas, l'outil du site constellation permet de le faire à l'aide des coordonnées de la galaxie. Sauf indication contraire, les données proviennent du site NASA/IPAC. 